# J.League Division 2 2004
La J.League Division 2 2004 è stata la sesta edizione della J.League Division 2.

## Classifica finale
|     | Squadra            | G  | V  | N  | P  | GF  | GS | ±   | Pti | Note                                                              |
| --- | ------------------ | -- | -- | -- | -- | --- | -- | --- | --- | ----------------------------------------------------------------- |
| 1.  | Kawasaki Frontale  | 44 | 34 | 3  | 7  | 104 | 38 | +66 | 105 | Campione J.League Division 2 2004 Promosso in J.League Division 1 |
| 2.  | Omiya Ardija       | 44 | 26 | 9  | 9  | 63  | 38 | +25 | 87  | Promosso in J.League Division 1                                   |
| 3.  | Avispa Fukuoka     | 44 | 23 | 7  | 14 | 56  | 41 | +15 | 76  | Perde gli spareggi promozione/retrocessione                       |
| 4.  | Montedio Yamagata  | 44 | 19 | 14 | 11 | 58  | 51 | +7  | 71  |                                                                   |
| 5.  | Kyoto Purple Sanga | 44 | 19 | 12 | 13 | 65  | 53 | +12 | 69  |                                                                   |
| 6.  | Vegalta Sendai     | 44 | 15 | 14 | 15 | 62  | 66 | -4  | 59  |                                                                   |
| 7.  | Ventforet Kofu     | 44 | 15 | 13 | 16 | 51  | 46 | +5  | 58  |                                                                   |
| 8.  | Yokohama FC        | 44 | 10 | 22 | 12 | 42  | 50 | -8  | 52  |                                                                   |
| 9.  | Mito HollyHock     | 44 | 6  | 19 | 19 | 33  | 60 | -27 | 37  |                                                                   |
| 10. | Shonan Bellmare    | 44 | 7  | 15 | 22 | 39  | 64 | -25 | 36  |                                                                   |
| 11. | Sagan Tosu         | 44 | 8  | 11 | 25 | 32  | 66 | -34 | 35  |                                                                   |
| 12. | Consadole Sapporo  | 44 | 5  | 15 | 24 | 30  | 62 | -32 | 30  |                                                                   |

G = giocate; V = vinte; N = nulle; P = perse; GF = Gol fatti; GS = Gol subiti; ± = Differenza reti; Pti = Punti

## Spareggi J1/J2 2004
| Arbitro: | Toshimitsu Yoshida |

|  |           |                                     |
|  | Marcatori | 47’ Hurutaka Ōno 89’ Tatsuya Yazawa |

| Arbitro: | Joji Kashihara |

|                                    |           |  |
| Yūji Unozawa 57’ Yasuhiro Hato 61’ | Marcatori |  |